# 20/3-mm-M55
Die M55 ist eine jugoslawische dreiläufige Flugabwehrkanone im Kaliber 20 mm. Die Waffe wurde ab 1955 entwickelt und in den Jugoslawienkriegen umfangreich eingesetzt. Seit ihrer Entwicklung wurden an der Waffe einige Modifikationen durchgeführt. So entstanden neben dem Grundmodell M55 A2 die Varianten M55 A3 B1, M55 A4 B1 und BOV-3.
Die Entwicklung und Serienproduktion erfolgte beim Waffenhersteller Zastava in Serbien.

## Grundmodell M55 A2
Die Kanone ist ein Lizenzbau, bestehend aus drei 1956 mm langen Läufen der Hispano-Suiza HSS-804 20 mm L/70, welche auf dem Fahrwerk HSS 630-3 montiert ist. Im Fahrzustand beträgt die Länge 4,30 m, die Breite 1,27 m und die Höhe 1,47 m. Um ein leichteres Nachladen zu ermöglichen, ist der mittlere Lauf in der Horizontalen nach hinten versetzt. Die Munitionszuführung erfolgt für jeden Lauf mittels Trommelmagazin, in welchem 60 Schuss geladen werden können. Die Kanone wird für den Einsatz auf drei klappbaren Füßen aufgestellt und die Räder hochgeklappt, jedoch kann im Notfall auch auf den Rädern geschossen werden. Das Fahrwerk ist gefedert und wird hydraulisch hochgeklappt. Mit der Kanone kann eine Höchstgeschwindigkeit von 80 km/h gefahren werden, als Zugfahrzeug dienen Lastkraftwagen des Typs TAM-110 4×4. Das Gesamtgewicht beträgt inklusive Munition 1100 kg, ohne Munition 970 kg.
Der Schütze sitzt am hinteren Ende der Kanone und richtet mit zwei Handrädern die Seite (360°) und Höhe (+83° bis −5°) nach. Abgefeuert wird mit einem Pedal. Für die Zielerfassung steht dem Schützen ein automatisches optisch-mechanisches Visier (PANS-20/3) zur Verfügung. Der Schütze erhält beim Erfassen und durch Weiterrichten des Zieles verschiedene Daten; dadurch ist es nicht notwendig, beim Feuern vorzuhalten. Mit dieser Optik können jedoch nur Luftfahrzeuge im Unterschallbereich bekämpft werden. Ziele mit Geschwindigkeiten um 1000 km/h können auf eine Entfernung von 1500 m und langsamere Ziele bis zu einer Entfernung von 2000 m bekämpft werden. Die Höchstschussweite gegen Luftziele beträgt 4000 m. Pro Rohr ist eine theoretische Kadenz von 700 Schuss pro Minute möglich; so könnten mit allen drei Rohren 2100 Schuss pro Minute abgegeben werden, was jedoch praktisch aufgrund der Nachladezeiten nicht erreicht werden kann.
Zudem wurde die Kanone auch umfangreich gegen Bodenziele im Erdkampf eingesetzt. Die Einsatzschussweite gegen Bodenziele beträgt dabei 2500 m, die Höchstschussweite 5500 m.

## M55 A3 B1
Der Unterschied zum Grundmodell besteht im hydraulischen Richtantrieb des Geschützes, der von einem kleinen Wankelmotor mit 8 PS Leistung und 160 cm³ auf der rechten Seite des Schützen angetrieben wird. Mit diesem System wird ein schnelleres Richten ermöglicht, die Bedienung erfolgt dabei mittels Joystick. Das Gesamtgewicht erhöht sich dadurch auf 1235,5 kg mit Munition und 1150 kg ohne Munition. Die Rohre, das Fahrwerk und die Zieleinrichtung sind jedoch mit dem Grundmodell identisch. 

## M55 A4 B1

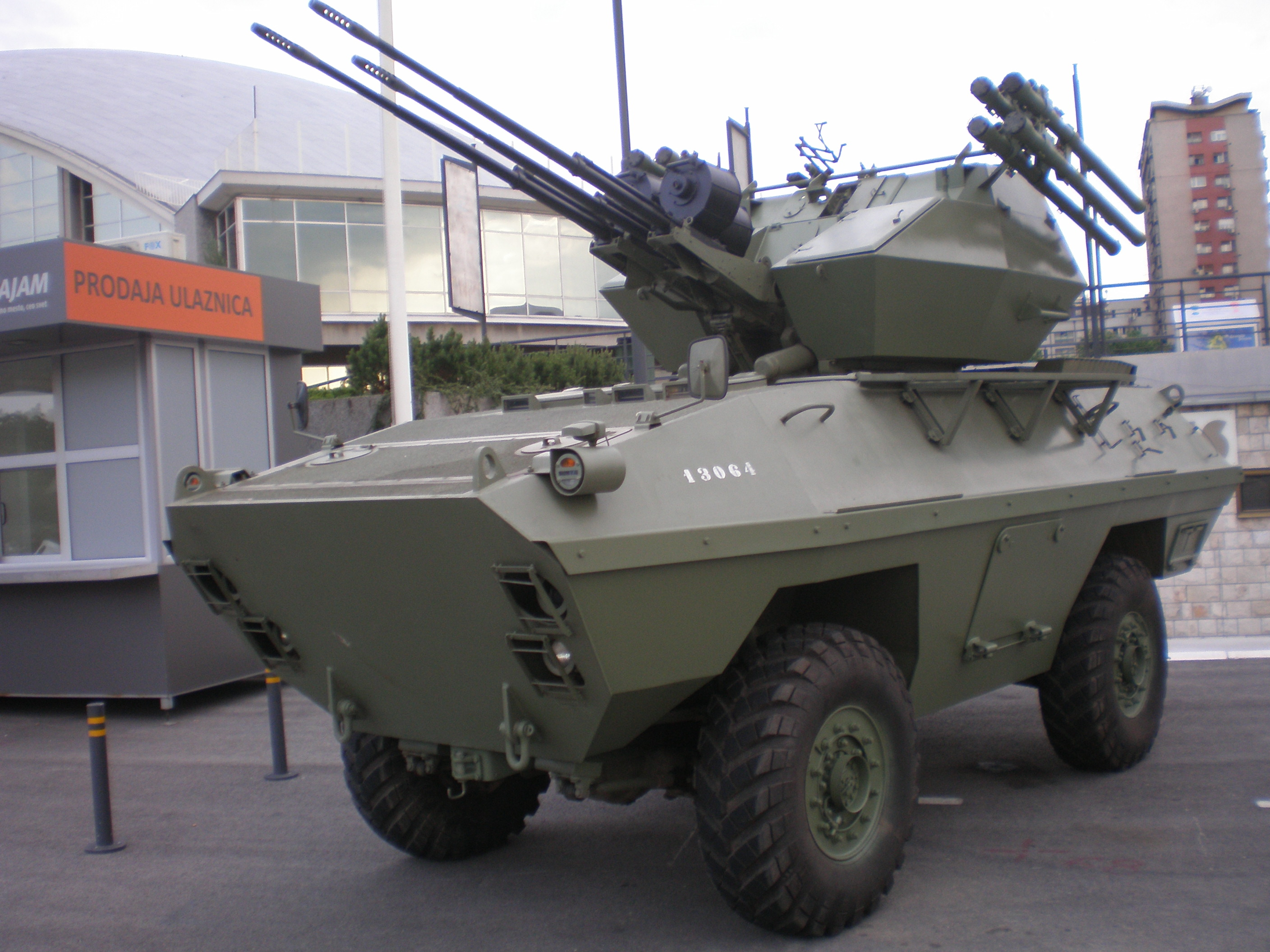
BOV-3

Bei der A4 B1 wurde eine neue computergesteuerte Visieranlage montiert, welche das Geschütz nach dem Auffassen des Zieles automatisch nachrichtet. Weiterhin wurde der Wankelmotor unter dem Schützen montiert, da bei der seitlichen Version aufgrund der Gewichtsverteilung an den drei Rohren Schwingungen auftraten. Beim In-Stellung-bringen der Kanone wird das Fahrwerk abgenommen, zudem wurde vor der Visiereinrichtung und dem Schützen ein kleiner Splitterschutzschild montiert.

## BOV-3
Das BOV-3-Fliegerabwehrsystem ist eine A4 B1, die in einem BOV-Transportpanzer eingebaut wurde.

## Munition
- 20 × 110-mm-Panzerbrandgranatpatrone M60 (mit und ohne Leuchtspureinrichtung): Tiefschwarzer Anstrich mit erdbeerrotem Ring im oberen Drittel der Granate. Die Granathülle besteht aus gehärtetem Stahl und nimmt im hinteren Teil die Phosphor-Brandfüllung auf, welche sich beim Auftreffen auf ein Ziel entzündet.

- 20 × 110-mm-Sprengbrandgranatpatrone TZO M57 (mit und ohne Leuchtspureinrichtung): Chromgelber Anstrich mit erdbeerrotem Ring im oberen Drittel der Granate und einem grünen Ring oberhalb des Führungsringes. Die Granathülle besteht aus Stahl und besitzt im Inneren eine Trotyl-Sprengfüllung mit in der Mitte liegender Brandfüllung, welche sich beim Aufschlag auf ein Ziel entzündet. Der auf die Granate aufgeschraubte empfindliche Kopfzünder AZZ UT M57 ist ein sprengkräftiger Aufschlagzünder mit einer Selbstzerlegeeinrichtung, die nach 4,5 bis 9,5 Sekunden anspringt.

- 20 × 110-mm-Übungsgeschosspatrone M79 (mit Leuchtspur): Dunkelgrüner Anstrich mit hellgrünem Ring oberhalb des Führungsringes. Geschosshülle aus Stahl mit Aufschlagzünder, der beim Auftreffen auf ein Ziel eine Blitzfüllung entzündet, um ein besseres Beobachten des Trefferbildes zu ermöglichen.

- 20 × 110-mm-Übungsgeschosspatrone M77: Cremeweiß eingefärbt. Mit Eisenpulver gefülltes und mit Sollbruchstellen versehenes Kunststoffgeschoss, welches nach dem Verlassen des Rohres aufplatzt.